# Inken Schmidt-Voges
Inken Schmidt-Voges (* 23. Juni 1973 in Freiburg/Br.) ist eine deutsche Historikerin. Sie ist seit dem 1. April 2015 Professorin für Geschichte der Frühen Neuzeit an der Philipps-Universität Marburg.

## Leben
Im Juni 1992 legte sie das Abitur am St. Ursula-Gymnasium in Freiburg ab. Von 1992 bis 1994 studierte sie mittlere und neuere Geschichte, Fachjournalistik, Slawistik und Kunstgeschichte in Gießen und von 1994 bis 1998 mittlere und neuere Geschichte, Soziologie und Kunstgeschichte in Kiel. Von 1999 bis 2002 war sie Stipendiatin am DFG-Graduiertenkolleg „Imaginatio borealis. Bilder des Nordens“ an der Universität Kiel. 2003 wurde sie mit einer Arbeit über „De antiqua claritate et clara antiquitate Gothorum. Gotizismus als Identitätsmodell im frühneuzeitlichen Schweden“ in Kiel bei Olaf Mörke promoviert. Nach einer Elternzeit und freien Projektarbeiten war sie von 2005 bis 2014 war sie wissenschaftliche Mitarbeiterin am Historischen Seminar sowie am Institut für Kulturgeschichte der Frühen Neuzeit der Universität Osnabrück. Von 2008 bis 2011 leitete sie das DFG-Projektes „Friedensbildung. Rechtstransfer zwischen dem Alten Reich und Schweden um 1600“. Sie habilitierte sich 2012 an der Universität Osnabrück mit einer Arbeit zu „Mikropolitiken des Friedens. Semantiken und Praktiken des Hausfriedens im 18. Jahrhundert“ und erhielt die Venia Legendi für Neuere und Neueste Geschichte. 2013 vertrat sie die Professur für Geschichte der Frühen Neuzeit in Osnabrück. 2014–2019 leitete sie das DFG-Projekt „Mediale Konstruktionen des Friedens in Europa 1710–1721“. 2014 nahm sie den Ruf auf die Professur für Geschichte der Frühen Neuzeit der Philipps-Universität Marburg an. Dort war sie 2018–2021 Teilprojektleiterin im „Dynamiken der Sicherheit“. Gemeinsam mit Sigrid Ruby widmete sie sich hier Fragen nach den vormodernen Grundlagen vergeschlechtlichter Konzepte und Praktiken von Sicherheit.
2018–2020 war sie Dekanin des Fachbereichs 06 Geschichte und Kulturwissenschaften der Philipps-Universität und von 2020 bis 2022 Studiendekanin des Fachbereichs 06. Sie ist seit 2019 DFG-Vertrauensdozentin und seit 2024 Mitglied des Senats der Philipps-Universität.
Außerdem ist sie in verschiedenen Gremien und Beiräten aktiv, u. a. im Arbeitskreis Geschlechtergeschichte der Frühen Neuzeit, im Wissenschaftlicher Beirat der Österreichischen Zeitschrift für Geschichtswissenschaften, im Editors Board „Politics & Culture in Europe 1650-1750“ (routledge, London) und als Mitherausgeberin „Academia Marburgensis“ (Waxmann, Münster).
Sie ist verheiratet und hat zwei Söhne.

## Forschungsschwerpunkte
Sie forscht und lehrt im Bereich der europäischen Geschichte der Frühen Neuzeit in ihren globalen Bezügen. Von besonderem Interesse sind dabei Fragen der politischen Kommunikation, semantischer, diskurslinguistischer und wissenssoziologisch informierter Studien zum Sprachgebrauch, zur Funktionalisierung historischer Selbstbilder und dem Zusammenhang von Wissen, Macht und Sprache in frühneuzeitlichen Gesellschaften. Ein besonderer Schwerpunkt liegt hierbei auf Fragen der historischen Friedens- und Sicherheitsforschung, sowohl mit Blick auf die großen Friedenskongresse und ihre medialen Vermittlungen als auch auf die Friedensprozesse im Kleinen, in Haus und Nachbarschaft und deren semantische und konzeptionelle Verknüpfung.
Eine wichtige Perspektivierung stellen für Inken Schmidt-Voges dabei geschlechtergeschichtliche Zugänge dar – als wichtiger Indikator für die Entwicklung, Transformation und Reaktualisierung von Praktiken und Normierungen, die soziale Ungleichheit herstellen, perpetuieren und rhetorisch verargumentieren.

## Werke (Auswahl)
- De clara antiquitate et antiqua claritate Gothorum. Gotizismus als Identitätsmodell im frühneuzeitlichen Schweden (= Imaginatio borealis. Bilder des Nordens, Bd. 4), Frankfurt am Main 2004, ISBN 3-631-52140-5 (zugleich: Dissertation, Universität Kiel, 2003).
- Mikropolitiken des Friedens. Semantiken und Praktiken des Hausfriedens im 18. Jahrhundert (= Bibliothek altes Reich, Bd. 18), Berlin 2015, ISBN 3-11-040216-5 (zugleich: Habilitationsschrift, Universität Osnabrück, 2011).
- Haus – Geschlecht – Sicherheit. Diskursive Formierungen in der Frühen Neuzeit (Politiken der Sicherheit, 12), hg. mit Sigrid Ruby, Baden-Baden 2023, ISBN 978-3-7489-2560-6 (Online-Zugriff).
- mit Ana María Crespo Solana (Hrsg.): New worlds? Transformations in the culture of international relations c. 1713, Aldershot 2017, ISBN 978-1-47246390-6.
- mit Simone Derix, Joachim Eibach, Philip Hahn, Elizabeth Harding und Margareth Lanzinger (Hrsg.) Das Haus in der Geschichte Europas. Ein Handbuch, Berlin 2016, ISBN 3-11-035888-3.
- mit Nils Jörn (Hrsg.): Mit Schweden verbündet – von Schweden besetzt. Akteure, Praktiken und Wahrnehmungen der schwedischen Herrschaft im Alten Reich während des Dreißigjährigen Krieges, Hamburg 2015, ISBN 978-3-8300-8818-9.
- mit Siegrid Westphal und Anette Baumann (Hrsg.): Venus und Vulcanus. Ehen und ihre Konflikte in der Frühen Neuzeit (= Bibliothek altes Reich, Bd. 6), München 2011, ISBN 978-3-486-57912-3.
- mit Annelore Engel-Braunschmidt, Gerhard Fouquet und Wiebke von Hinden (Hrsg.): Ultima Thule. Bilder des Nordens von der Antike bis zur Gegenwart (= Imaginatio borealis. Bilder des Nordens, Bd. 1), Frankfurt am Main 2001, ISBN 3-631-37091-1.
- Wilhelm Tell in der politischen Kultur der alten Eidgenossenschaft, Kiel 1999, OCLC 247297632 (zugleich: Magisterarbeit, Universität Kiel 1999).